# Ute Hommola
Ute Hommola, född den 20 januari 1952 i Weißenborn im Erzgebirge, Tyskland, är en östtysk friidrottare inom spjutkastning.
Hon tog OS-brons i spjutkastning vid friidrottstävlingarna 1980 i Moskva.